# Diego Martín Rodríguez
Diego Martín Rodríguez Berrini (Montevideo, 4 settembre 1989) è un calciatore uruguaiano, centrocampista del Liverpool (M).
Possiede il passaporto italiano.

## Caratteristiche tecniche
Soprannominato "El Torito", in virtù della sua abilità in mezzo al campo, è un centrocampista che riesce ad abbinare la bravura nel medio raggio d'azione con la visione a lungo spettro.

## Palmarès

### Competizioni internazionali
- Coppa Sudamericana: 1

Independiente: 2017

### Competizioni nazionali
- Campionato uruguaiano: 1

Nacional: 2022
- Supercopa Uruguaya: 1

Liverpool Montevideo: 2024